# Team Jayco AlUla
Team Jayco AlUla (Kod UCI: JAY) – australijska zawodowa grupa kolarska powstała w styczniu 2011 jako GreenEDGE, w latach 2018–2020 znana jako Mitchelton-Scott
W kwietniu 2012 pierwszym sponsorem tytularnym została australijska firma Orica, z kontraktem podpisanym na trzy lata. W czerwcu 2016, przed rozpoczęciem Tour de France drużyna poinformowała, że drugim sponsorem tytularnym zostanie australijska firma BikeExchange, a kontrakt z Oriką wygaśnie pod koniec sezonu 2017. W 2018 roku nowym sponsorem tytularnym została australijska firma zajmująca się produkcją win oraz prowadząca działalność w biznesie hotelarskim i wypoczynkowym.

## Nazwa grupy w poszczególnych latach
| lata      | nazwa                   |
| --------- | ----------------------- |
| 2011      | GreenEDGE               |
| 2012–2016 | Orica-GreenEDGE         |
| 2016      | Orica-BikeExchange      |
| 2017      | Orica-Scott             |
| 2018–2020 | Mitchelton-Scott        |
| 2021      | Team BikeExchange       |
| 2022      | Team BikeExchange Jayco |
| od 2023   | Team Jayco AlUla        |

## Obecny skład (2024)
| Skład drużyny 2024      | Skład drużyny 2024   | Skład drużyny 2024 | Skład drużyny 2024                              |
| Imię i nazwisko         | Data urodzenia       | Państwo            | Poprzednia grupa                                |
| ----------------------- | -------------------- | ------------------ | ----------------------------------------------- |
| Welay Berehe            | 22 października 2001 | Etiopia            | EF Education-Nippo Development (2022)           |
| Lawson Craddock         | 20 lutego 1992       | Stany Zjednoczone  | EF Education-Nippo (2021)                       |
| Alessandro De Marchi    | 19 maja 1986         | Włochy             | Israel-Premier Tech (2022)                      |
| Davide De Pretto        | 19 kwietnia 2002     | Włochy             | Zalf Euromobil Fior (2023)                      |
| Edward Dunbar           | 1 września 1996      | Irlandia           | Ineos Grenadiers (2022)                         |
| Luke Durbridge          | 9 kwietnia 1991      | Australia          | Jayco-AIS (2011)                                |
| Felix Engelhardt        | 19 sierpnia 2000     | Niemcy             | Tirol KTM Cycling Team (2022)                   |
| Caleb Ewan              | 11 lipca 1994        | Australia          | Lotto Dstny (2023)                              |
| Anders Foldager         | 27 lipca 2001        | Dania              | Biesse-Carrera (2023)                           |
| Dylan Groenewegen       | 21 czerwca 1993      | Holandia           | Jumbo-Visma (2021)                              |
| Lucas Hamilton          | 12 lutego 1996       | Australia          | UniSA-Australia (2017)                          |
| Chris Harper            | 23 listopada 1994    | Australia          | Jumbo-Visma (2022)                              |
| Michael Hepburn         | 17 sierpnia 1991     | Australia          | Jayco-AIS (2011)                                |
| Amund Grøndahl Jansen   | 11 lutego 1994       | Norwegia           | Jumbo-Visma (2020)                              |
| Christopher Juul-Jensen | 6 lipca 1989         | Dania              | Tinkoff-Saxo (2015)                             |
| Jan Maas                | 19 lutego 1996       | Holandia           | Leopard Pro Cycling (2021)                      |
| Michael Matthews        | 26 września 1990     | Australia          | Team Sunweb (2020)                              |
| Luka Mezgec             | 27 czerwca 1988      | Słowenia           | Giant-Alpecin (2015)                            |
| Kelland O’Brien         | 22 maja 1998         | Australia          | St Kilda Cycling Club (2020)                    |
| Jesús David Peña        | 8 maja 2000          | Kolumbia           | Colombia Tierra de Atletas-GW Bicicletas (2021) |
| Lucas Plapp             | 25 grudnia 2000      | Australia          | Ineos Grenadiers (2023)                         |
| Rudy Porter             | 15 grudnia 2000      | Australia          | Trinity Racing (2022)                           |
| Blake Quick             | 26 lutego 2000       | Australia          | Trinity Racing (2022)                           |
| Elmar Reinders          | 14 marca 1992        | Holandia           | Riwal Cycling Team (2022)                       |
| Mauro Schmid            | 4 grudnia 1999       | Szwajcaria         | Soudal Quick-Step (2023)                        |
| Callum Scotson          | 10 sierpnia 1996     | Australia          | Mitchelton-BikeExchange (2018)                  |
| Campbell Stewart        | 12 maja 1998         | Nowa Zelandia      | Black Spoke Pro Cycling (2021)                  |
| Max Walscheid           | 13 czerwca 1993      | Niemcy             | Cofidis (2023)                                  |
| Simon Yates             | 7 sierpnia 1992      | Wielka Brytania    | 100% me (2013)                                  |
| Filippo Zana            | 18 marca 1999        | Włochy             | Bardiani CSF Faizanè (2022)                     |
|                         |                      |                    |                                                 |
| Źródło: ProCyclingStats |                      |                    |                                                 |

## Sezony

### 2023

#### Skład
| Skład drużyny 2023                           | Skład drużyny 2023   | Skład drużyny 2023 | Skład drużyny 2023                              |
| Imię i nazwisko                              | Data urodzenia       | Państwo            | Poprzednia grupa                                |
| -------------------------------------------- | -------------------- | ------------------ | ----------------------------------------------- |
| Alexandre Balmer                             | 4 maja 2000          | Szwajcaria         | Équipe continentale Groupama-FDJ (2021)         |
| Welay Berehe                                 | 22 października 2001 | Etiopia            | EF Education-Nippo Development (2022)           |
| Kevin Colleoni                               | 11 listopada 1999    | Włochy             | Biesse Arvedi (2020)                            |
| Lawson Craddock                              | 20 lutego 1992       | Stany Zjednoczone  | EF Education-Nippo (2021)                       |
| Alessandro De Marchi                         | 19 maja 1986         | Włochy             | Israel-Premier Tech (2022)                      |
| Edward Dunbar                                | 1 września 1996      | Irlandia           | Ineos Grenadiers (2022)                         |
| Luke Durbridge                               | 9 kwietnia 1991      | Australia          | Jayco-AIS (2011)                                |
| Felix Engelhardt                             | 19 sierpnia 2000     | Niemcy             | Tirol KTM Cycling Team (2022)                   |
| Tsgabu Grmay                                 | 25 sierpnia 1991     | Etiopia            | Trek-Segafredo (2018)                           |
| Dylan Groenewegen                            | 21 czerwca 1993      | Holandia           | Jumbo-Visma (2021)                              |
| Lucas Hamilton                               | 12 lutego 1996       | Australia          | UniSA-Australia (2017)                          |
| Chris Harper                                 | 23 listopada 1994    | Australia          | Jumbo-Visma (2022)                              |
| Michael Hepburn                              | 17 sierpnia 1991     | Australia          | Jayco-AIS (2011)                                |
| Amund Grøndahl Jansen                        | 11 lutego 1994       | Norwegia           | Jumbo-Visma (2020)                              |
| Christopher Juul-Jensen                      | 6 lipca 1989         | Dania              | Tinkoff-Saxo (2015)                             |
| Jan Maas                                     | 19 lutego 1996       | Holandia           | Leopard Pro Cycling (2021)                      |
| Michael Matthews                             | 26 września 1990     | Australia          | Team Sunweb (2020)                              |
| Luka Mezgec                                  | 27 czerwca 1988      | Słowenia           | Giant-Alpecin (2015)                            |
| Kelland O’Brien                              | 22 maja 1998         | Australia          | St Kilda Cycling Club (2020)                    |
| Jesús David Peña                             | 8 maja 2000          | Kolumbia           | Colombia Tierra de Atletas-GW Bicicletas (2021) |
| Rudy Porter                                  | 15 grudnia 2000      | Australia          | Trinity Racing (2022)                           |
| Lukas Pöstlberger                            | 10 stycznia 1992     | Austria            | Bora-Hansgrohe (2022)                           |
| Blake Quick                                  | 26 lutego 2000       | Australia          | Trinity Racing (2022)                           |
| Elmar Reinders                               | 14 marca 1992        | Holandia           | Riwal Cycling Team (2022)                       |
| Callum Scotson                               | 10 sierpnia 1996     | Australia          | Mitchelton-BikeExchange (2018)                  |
| Matteo Sobrero                               | 14 maja 1997         | Włochy             | Astana-Premier Tech (2021)                      |
| Campbell Stewart                             | 12 maja 1998         | Nowa Zelandia      | Black Spoke Pro Cycling (2021)                  |
| Zdeněk Štybar                                | 11 grudnia 1985      | Czechy             | Quick-Step Alpha Vinyl (2022)                   |
| Simon Yates                                  | 7 sierpnia 1992      | Wielka Brytania    | 100% me (2013)                                  |
| Filippo Zana                                 | 18 marca 1999        | Włochy             | Bardiani CSF Faizanè (2022)                     |
| Adam Holm Jørgensen (1 sie–31 gru, stażysta) | 1 września 2002      | Dania              | BHS-PL Beton Bornholm (2023)                    |
| Hamish McKenzie (1 sie–31 gru, stażysta)     | 13 września 2004     | Australia          | ARA-Skip Capital (2023)                         |
|                                              |                      |                    |                                                 |
| Źródło: ProCyclingStats                      |                      |                    |                                                 |

#### Zwycięstwa
| Zwycięstwa      | Zwycięstwa                                       | Zwycięstwa                   | Zwycięstwa | Zwycięstwa        | Zwycięstwa |
| Data            | Wyścig                                           | Państwo                      | Kategoria  | Zwycięzca         |            |
| --------------- | ------------------------------------------------ | ---------------------------- | ---------- | ----------------- | ---------- |
| 22 sty          | Tour Down Under, 5. etap                         | Australia                    | 2.UWT      | Simon Yates       |            |
| 30 sty          | AlUla Tour, 1. etap                              | Arabia Saudyjska             | 2.1        | Dylan Groenewegen |            |
| 24 lut          | UAE Tour, 5. etap                                | Zjednoczone Emiraty Arabskie | 2.UWT      | Dylan Groenewegen |            |
| 19 mar          | Per sempre Alfredo                               | Włochy                       | 1.1        | Felix Engelhardt  |            |
| 8 maj           | Giro d'Italia, 3. etap                           | Włochy                       | 2.UWT      | Michael Matthews  |            |
| 10 maj          | Tour de Hongrie, 1. etap                         | Węgry                        | 2.Pro      | Dylan Groenewegen |            |
| 20 maj          | Veenendaal-Veenendaal Classic                    | Holandia                     | 1.1        | Dylan Groenewegen |            |
| 25 maj          | Giro d'Italia, 18. etap                          | Włochy                       | 2.UWT      | Filippo Zana      |            |
| 14 cze          | Dirka po Sloveniji, 1. etap                      | Słowenia                     | 2.Pro      | Dylan Groenewegen |            |
| 15 cze          | Dirka po Sloveniji, 2. etap                      | Słowenia                     | 2.Pro      | Dylan Groenewegen |            |
| 17 cze          | Dirka po Sloveniji, 4. etap                      | Słowenia                     | 2.Pro      | Jesús David Peña  |            |
| 18 czerwca 2023 | Dirka po Sloveniji, klasyfikacja generalna       | Słowenia                     | 2.Pro      | Filippo Zana      |            |
| 22 cze          | Mistrzostwa Etiopii – jazda indywidualna na czas | Etiopia                      | CN         | Tsgabu Grmay      |            |
| 5 lip           | Österreich-Rundfahrt, 4. etap                    | Austria                      | 2.1        | Matteo Sobrero    |            |
| 26 lip          | Vuelta a Castilla y León, 1. etap                | Hiszpania                    | 2.1        | Felix Engelhardt  |            |
| 1 paź           | Tour of Croatia, 6. etap                         | Chorwacja                    | 2.1        | Campbell Stewart  |            |
| 22 paź          | Sun Hung Kai Properties Hong Kong Challenge      | Hongkong                     | 1.1        | Lukas Pöstlberger |            |

### 2022

#### Skład
| Skład drużyny 2022                           | Skład drużyny 2022 | Skład drużyny 2022 | Skład drużyny 2022                              |
| Imię i nazwisko                              | Data urodzenia     | Państwo            | Poprzednia grupa                                |
| -------------------------------------------- | ------------------ | ------------------ | ----------------------------------------------- |
| Alexandre Balmer                             | 4 maja 2000        | Szwajcaria         | Équipe continentale Groupama-FDJ (2021)         |
| Jack Bauer                                   | 7 kwietnia 1985    | Nowa Zelandia      | Quick-Step Floors (2017)                        |
| Sam Bewley                                   | 22 lipca 1987      | Nowa Zelandia      | PureBlack Racing (2012)                         |
| Kevin Colleoni                               | 11 listopada 1999  | Włochy             | Biesse Arvedi (2020)                            |
| Lawson Craddock                              | 20 lutego 1992     | Stany Zjednoczone  | EF Education-Nippo (2021)                       |
| Luke Durbridge                               | 9 kwietnia 1991    | Australia          | Jayco-AIS (2011)                                |
| Alexander Edmondson                          | 22 grudnia 1993    | Australia          | Jayco-AIS World Tour Academy (2015)             |
| Tsgabu Grmay                                 | 25 sierpnia 1991   | Etiopia            | Trek-Segafredo (2018)                           |
| Dylan Groenewegen                            | 21 czerwca 1993    | Holandia           | Jumbo-Visma (2021)                              |
| Kaden Groves                                 | 23 grudnia 1998    | Australia          | SEG Racing Academy (2019)                       |
| Lucas Hamilton                               | 12 lutego 1996     | Australia          | UniSA-Australia (2017)                          |
| Michael Hepburn                              | 17 sierpnia 1991   | Australia          | Jayco-AIS (2011)                                |
| Damien Howson                                | 13 sierpnia 1992   | Australia          | Jayco-AIS World Tour Academy (2013)             |
| Amund Grøndahl Jansen                        | 11 lutego 1994     | Norwegia           | Jumbo-Visma (2020)                              |
| Christopher Juul-Jensen                      | 6 lipca 1989       | Dania              | Tinkoff-Saxo (2015)                             |
| Tanel Kangert                                | 11 marca 1987      | Estonia            | EF Pro Cycling (2020)                           |
| Alexander Konychev                           | 25 lipca 1998      | Włochy             | Dimension Data for Qhubeka (2019)               |
| Jan Maas                                     | 19 lutego 1996     | Holandia           | Leopard Pro Cycling (2021)                      |
| Michael Matthews                             | 26 września 1990   | Australia          | Team Sunweb (2020)                              |
| Cameron Meyer (1 sty–4 wrz)                  | 11 stycznia 1988   | Australia          | Dimension Data (2016)                           |
| Luka Mezgec                                  | 27 czerwca 1988    | Słowenia           | Giant-Alpecin (2015)                            |
| Kelland O’Brien                              | 22 maja 1998       | Australia          | St Kilda Cycling Club (2020)                    |
| Jesús David Peña                             | 8 maja 2000        | Kolumbia           | Colombia Tierra de Atletas-GW Bicicletas (2021) |
| Nick Schultz                                 | 13 września 1994   | Australia          | Caja Rural-Seguros RGA (2018)                   |
| Callum Scotson                               | 10 sierpnia 1996   | Australia          | Mitchelton-BikeExchange (2018)                  |
| Dion Smith                                   | 3 marca 1993       | Nowa Zelandia      | Wanty-Groupe Gobert (2018)                      |
| Matteo Sobrero                               | 14 maja 1997       | Włochy             | Astana-Premier Tech (2021)                      |
| Campbell Stewart                             | 12 maja 1998       | Nowa Zelandia      | Black Spoke Pro Cycling (2021)                  |
| Simon Yates                                  | 7 sierpnia 1992    | Wielka Brytania    | 100% me (2013)                                  |
| Elmar Reinders (22 sie–31 gru)               | 14 marca 1992      | Holandia           | Riwal Cycling Team (2022)                       |
| Marceli Bogusławski (1 sie–31 gru, stażysta) | 7 września 1997    | Polska             | HRE Mazowsze Serce Polski (2022)                |
| Davide De Pretto (1 sie–31 gru, stażysta)    | 19 kwietnia 2002   | Włochy             | Beltrami TSA-Tre Colli (2021)                   |
| Anders Foldager (1 sie–31 gru, stażysta)     | 27 lipca 2001      | Dania              | Herning CK Elite (2021)                         |
|                                              |                    |                    |                                                 |
| Źródło: ProCyclingStats                      |                    |                    |                                                 |

#### Zwycięstwa
| Zwycięstwa    | Zwycięstwa                                       | Zwycięstwa        | Zwycięstwa | Zwycięstwa        | Zwycięstwa |
| Data          | Wyścig                                           | Państwo           | Kategoria  | Zwycięzca         |            |
| ------------- | ------------------------------------------------ | ----------------- | ---------- | ----------------- | ---------- |
| 3 lut         | AlUla Tour, 3. etap                              | Arabia Saudyjska  | 2.1        | Dylan Groenewegen |            |
| 5 lut         | AlUla Tour, 5. etap                              | Arabia Saudyjska  | 2.1        | Dylan Groenewegen |            |
| 13 mar        | Paryż-Nicea, 8. etap                             | Francja           | 2.UWT      | Simon Yates       |            |
| 21 mar        | Volta Ciclista a Catalunya, 1. etap              | Hiszpania         | 2.UWT      | Michael Matthews  |            |
| 22 mar        | Volta Ciclista a Catalunya, 2. etap              | Hiszpania         | 2.UWT      | Kaden Groves      |            |
| 11 kwi        | Presidential Cycling Tour of Turkey, 2. etap     | Turcja            | 2.Pro      | Kaden Groves      |            |
| 29 kwi        | Vuelta a Asturias, 1. etap                       | Hiszpania         | 2.1        | Simon Yates       |            |
| 1 maj         | Vuelta a Asturias, 3. etap                       | Hiszpania         | 2.1        | Simon Yates       |            |
| 7 maj         | Giro d'Italia, 2. etap                           | Węgry             | 2.UWT      | Simon Yates       |            |
| 14 maj        | Tour de Hongrie, 4. etap                         | Węgry             | 2.1        | Dylan Groenewegen |            |
| 21 maj        | Veenendaal-Veenendaal Classic                    | Holandia          | 1.1        | Dylan Groenewegen |            |
| 21 maj        | Giro d'Italia, 14. etap                          | Włochy            | 2.UWT      | Simon Yates       |            |
| 29 maj        | Giro d'Italia, 21. etap                          | Włochy            | 2.UWT      | Matteo Sobrero    |            |
| 16 cze        | Dirka po Sloveniji, 2. etap                      | Słowenia          | 2.Pro      | Dylan Groenewegen |            |
| 23 cze        | Mistrzostwa USA – jazda indywidualna na czas     | Stany Zjednoczone | CN         | Lawson Craddock   |            |
| 3 lip         | Tour de France, 3. etap                          | Dania             | 2.UWT      | Dylan Groenewegen |            |
| 16 lip        | Tour de France, 14. etap                         | Francja           | 2.UWT      | Michael Matthews  |            |
| 25 lip        | Prueba Villafranca-Ordiziako Klasika             | Hiszpania         | 1.1        | Simon Yates       |            |
| 28 lipca 2022 | Vuelta a Castilla y León, klasyfikacja generalna | Hiszpania         | 2.1        | Simon Yates       |            |

### 2021

#### Skład
| Skład drużyny 2021                      | Skład drużyny 2021 | Skład drużyny 2021 | Skład drużyny 2021                  |
| Imię i nazwisko                         | Data urodzenia     | Państwo            | Poprzednia grupa                    |
| --------------------------------------- | ------------------ | ------------------ | ----------------------------------- |
| Jack Bauer                              | 7 kwietnia 1985    | Nowa Zelandia      | Quick-Step Floors (2017)            |
| Sam Bewley                              | 22 lipca 1987      | Nowa Zelandia      | PureBlack Racing (2012)             |
| Brent Bookwalter                        | 16 lutego 1984     | Stany Zjednoczone  | BMC Racing Team (2018)              |
| Esteban Chaves                          | 17 stycznia 1990   | Kolumbia           | Colombia (2013)                     |
| Kevin Colleoni                          | 11 listopada 1999  | Włochy             | Biesse Arvedi (2020)                |
| Luke Durbridge                          | 9 kwietnia 1991    | Australia          | Jayco-AIS (2011)                    |
| Alexander Edmondson                     | 22 grudnia 1993    | Australia          | Jayco-AIS World Tour Academy (2015) |
| Tsgabu Grmay                            | 25 sierpnia 1991   | Etiopia            | Trek-Segafredo (2018)               |
| Kaden Groves                            | 23 grudnia 1998    | Australia          | SEG Racing Academy (2019)           |
| Lucas Hamilton                          | 12 lutego 1996     | Australia          | UniSA-Australia (2017)              |
| Michael Hepburn                         | 17 sierpnia 1991   | Australia          | Jayco-AIS (2011)                    |
| Damien Howson                           | 13 sierpnia 1992   | Australia          | Jayco-AIS World Tour Academy (2013) |
| Amund Grøndahl Jansen                   | 11 lutego 1994     | Norwegia           | Jumbo-Visma (2020)                  |
| Christopher Juul-Jensen                 | 6 lipca 1989       | Dania              | Tinkoff-Saxo (2015)                 |
| Tanel Kangert                           | 11 marca 1987      | Estonia            | EF Pro Cycling (2020)               |
| Alexander Konychev                      | 25 lipca 1998      | Włochy             | Dimension Data for Qhubeka (2019)   |
| Michael Matthews                        | 26 września 1990   | Australia          | Team Sunweb (2020)                  |
| Cameron Meyer                           | 11 stycznia 1988   | Australia          | Dimension Data (2016)               |
| Luka Mezgec                             | 27 czerwca 1988    | Słowenia           | Giant-Alpecin (2015)                |
| Mikel Nieve                             | 26 maja 1984       | Hiszpania          | Team Sky (2017)                     |
| Barnabás Peák                           | 29 listopada 1998  | Węgry              | SEG Racing Academy (2019)           |
| Nick Schultz                            | 13 września 1994   | Australia          | Caja Rural-Seguros RGA (2018)       |
| Callum Scotson                          | 10 sierpnia 1996   | Australia          | Mitchelton-BikeExchange (2018)      |
| Dion Smith                              | 3 marca 1993       | Nowa Zelandia      | Wanty-Groupe Gobert (2018)          |
| Robert Stannard                         | 16 września 1998   | Australia          | Mitchelton-BikeExchange (2018)      |
| Simon Yates                             | 7 sierpnia 1992    | Wielka Brytania    | 100% me (2013)                      |
| Andriej Zejc                            | 14 grudnia 1986    | Kazachstan         | Astana (2019)                       |
| Choon Huat Goh (1 sie–31 gru, stażysta) | 14 grudnia 1990    | Singapur           | Terengganu Cycling Team (2021)      |
|                                         |                    |                    |                                     |
| Źródło: ProCyclingStats                 |                    |                    |                                     |

### Zwycięstwa
| Zwycięstwa       | Zwycięstwa                               | Zwycięstwa | Zwycięstwa | Zwycięstwa     | Zwycięstwa |
| Data             | Wyścig                                   | Państwo    | Kategoria  | Zwycięzca      |            |
| ---------------- | ---------------------------------------- | ---------- | ---------- | -------------- | ---------- |
| 7 lut            | Mistrzostwa Australii – start wspólny    | Australia  | CN         | Cameron Meyer  |            |
| 25 mar           | Volta Ciclista a Catalunya, 4. etap      | Hiszpania  | 2.UWT      | Esteban Chaves |            |
| 20 kwi           | Tour of the Alps, 2. etap                | Austria    | 2.Pro      | Simon Yates    |            |
| 23 kwietnia 2021 | Tour of the Alps, klasyfikacja generalna | Włochy     | 2.Pro      | Simon Yates    |            |
| 15 maj           | Tour de Hongrie, 4. etap                 | Węgry      | 2.1        | Damien Howson  |            |
| 16 maja 2021     | Tour de Hongrie, klasyfikacja generalna  | Węgry      | 2.1        | Damien Howson  |            |
| 28 maj           | Giro d'Italia, 19. etap                  | Włochy     | 2.UWT      | Simon Yates    |            |
| 15 wrz           | Okolo Slovenska, prolog                  | Słowacja   | 2.1        | Kaden Groves   |            |

### 2020

#### Skład
| Skład drużyny 2020      | Skład drużyny 2020 | Skład drużyny 2020 | Skład drużyny 2020                  |
| Imię i nazwisko         | Data urodzenia     | Państwo            | Poprzednia grupa                    |
| ----------------------- | ------------------ | ------------------ | ----------------------------------- |
| Edoardo Affini          | 24 czerwca 1996    | Włochy             | SEG Racing Academy (2018)           |
| Michael Albasini        | 20 grudnia 1980    | Szwajcaria         | HTC-Highroad (2011)                 |
| Jack Bauer              | 7 kwietnia 1985    | Nowa Zelandia      | Quick-Step Floors (2017)            |
| Sam Bewley              | 22 lipca 1987      | Nowa Zelandia      | PureBlack Racing (2012)             |
| Brent Bookwalter        | 16 lutego 1984     | Stany Zjednoczone  | BMC Racing Team (2018)              |
| Esteban Chaves          | 17 stycznia 1990   | Kolumbia           | Colombia (2013)                     |
| Luke Durbridge          | 9 kwietnia 1991    | Australia          | Jayco-AIS (2011)                    |
| Alexander Edmondson     | 22 grudnia 1993    | Australia          | Jayco-AIS World Tour Academy (2015) |
| Tsgabu Grmay            | 25 sierpnia 1991   | Etiopia            | Trek-Segafredo (2018)               |
| Kaden Groves            | 23 grudnia 1998    | Australia          | SEG Racing Academy (2019)           |
| Jack Haig               | 6 września 1993    | Australia          | Jayco-AIS World Tour Academy (2015) |
| Lucas Hamilton          | 12 lutego 1996     | Australia          | UniSA-Australia (2017)              |
| Michael Hepburn         | 17 sierpnia 1991   | Australia          | Jayco-AIS (2011)                    |
| Damien Howson           | 13 sierpnia 1992   | Australia          | Jayco-AIS World Tour Academy (2013) |
| Daryl Impey             | 6 grudnia 1984     | Południowa Afryka  | NetApp (2011)                       |
| Christopher Juul-Jensen | 6 lipca 1989       | Dania              | Tinkoff-Saxo (2015)                 |
| Alexander Konychev      | 25 lipca 1998      | Włochy             | Dimension Data for Qhubeka (2019)   |
| Cameron Meyer           | 11 stycznia 1988   | Australia          | Dimension Data (2016)               |
| Luka Mezgec             | 27 czerwca 1988    | Słowenia           | Giant-Alpecin (2015)                |
| Mikel Nieve             | 26 maja 1984       | Hiszpania          | Team Sky (2017)                     |
| Barnabás Peák           | 29 listopada 1998  | Węgry              | SEG Racing Academy (2019)           |
| Nick Schultz            | 13 września 1994   | Australia          | Caja Rural-Seguros RGA (2018)       |
| Callum Scotson          | 10 sierpnia 1996   | Australia          | Mitchelton-BikeExchange (2018)      |
| Dion Smith              | 3 marca 1993       | Nowa Zelandia      | Wanty-Groupe Gobert (2018)          |
| Robert Stannard         | 16 września 1998   | Australia          | Mitchelton-BikeExchange (2018)      |
| Adam Yates              | 7 sierpnia 1992    | Wielka Brytania    | Club Cycliste d'Étupes (2013)       |
| Simon Yates             | 7 sierpnia 1992    | Wielka Brytania    | 100% me (2013)                      |
| Andriej Zejc            | 14 grudnia 1986    | Kazachstan         | Astana (2019)                       |
|                         |                    |                    |                                     |
| Źródło: ProCyclingStats |                    |                    |                                     |

### Zwycięstwa
| Zwycięstwa       | Zwycięstwa                                         | Zwycięstwa                   | Zwycięstwa | Zwycięstwa     | Zwycięstwa |
| Data             | Wyścig                                             | Państwo                      | Kategoria  | Zwycięzca      |            |
| ---------------- | -------------------------------------------------- | ---------------------------- | ---------- | -------------- | ---------- |
| 8 sty            | Mistrzostwa Australii – jazda indywidualna na czas | Australia                    | CN         | Luke Durbridge |            |
| 12 sty           | Mistrzostwa Australii – start wspólny              | Australia                    | CN         | Cameron Meyer  |            |
| 7 lut            | Herald Sun Tour, 3. etap                           | Australia                    | 2.1        | Kaden Groves   |            |
| 9 lut            | Herald Sun Tour, 5. etap                           | Australia                    | 2.1        | Kaden Groves   |            |
| 22 lut           | Vuelta a Andalucía, 4. etap                        | Hiszpania                    | 2.Pro      | Jack Haig      |            |
| 25 lut           | UAE Tour, 3. etap                                  | Zjednoczone Emiraty Arabskie | 2.UWT      | Adam Yates     |            |
| 27 lutego 2020   | UAE Tour, klasyfikacja generalna                   | Zjednoczone Emiraty Arabskie | 2.UWT      | Adam Yates     |            |
| 9 sierpnia 2020  | Czech Tour, klasyfikacja generalna                 | Czechy                       | 2.1        | Damien Howson  |            |
| 10 wrz           | Tirreno-Adriático, 4. etap                         | Włochy                       | 2.UWT      | Lucas Hamilton |            |
| 11 wrz           | Tirreno-Adriático, 5. etap                         | Włochy                       | 2.UWT      | Simon Yates    |            |
| 14 września 2020 | Tirreno-Adriático, klasyfikacja generalna          | Włochy                       | 2.UWT      | Simon Yates    |            |
| 17 wrz           | Coppa Sabatini                                     | Włochy                       | 1.Pro      | Dion Smith     |            |